# مسرشمیت ام۱۸
مسرشمیت ام ۱۸ (به انگلیسی: Messerschmitt M 18) یک هواگرد ساختِ کارخانهٔ مسرشمیت در کشور آلمان است . نخستین استفاده‌کنندهٔ این هواپیما Nordbayerische Verkehrsflug بوده‌است. این هواگرد برای نخستین بار در ۱۹۲۶ میلادی مورد استفاده قرار گرفت.